# Château Lafaurie-Peyraguey

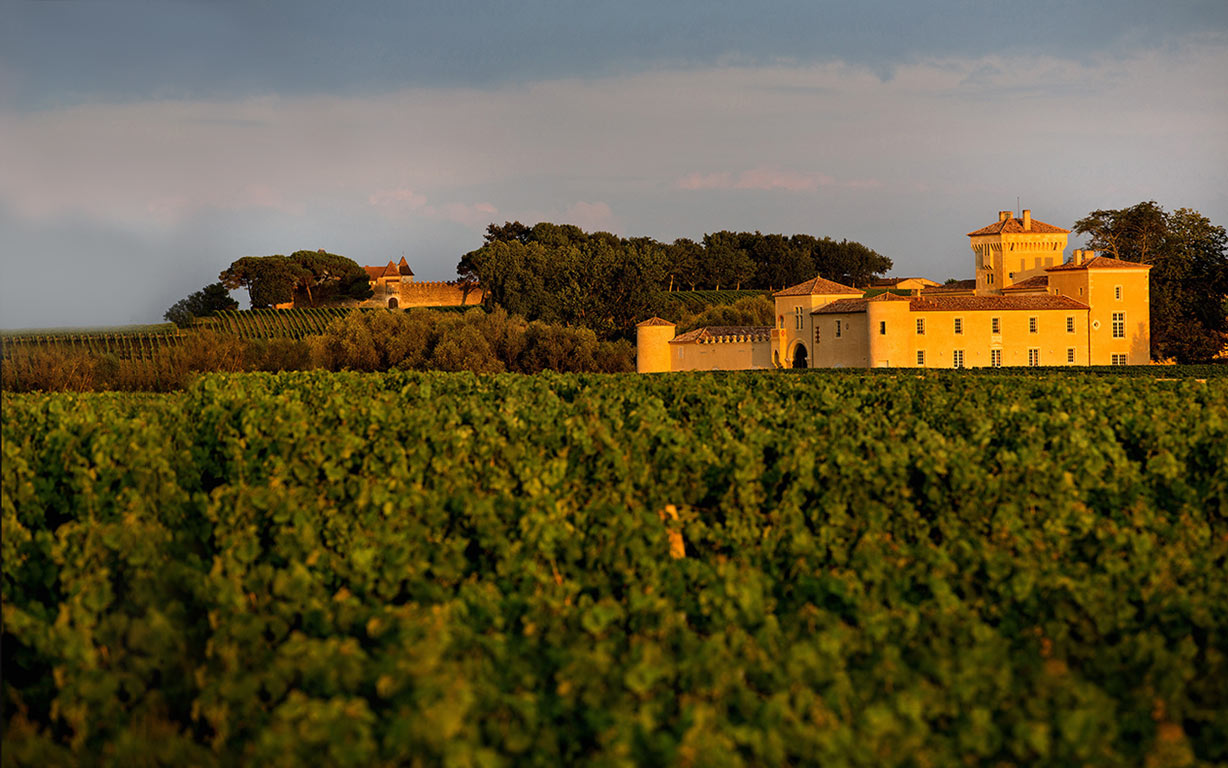
Château Lafaurie-Peyraguey mit Château Yquem im Hintergrund

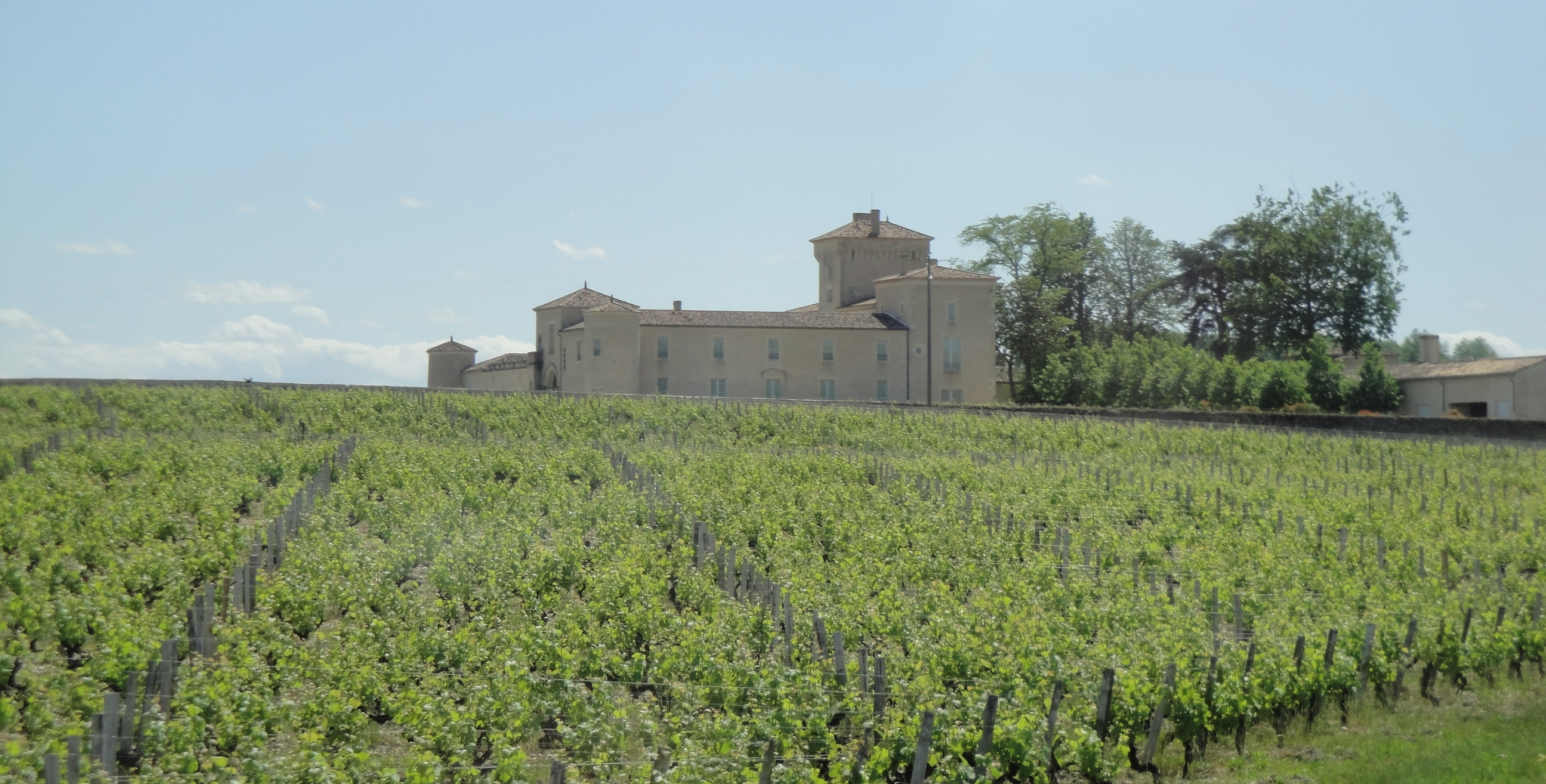
Château Lafaurie-Peyraguey

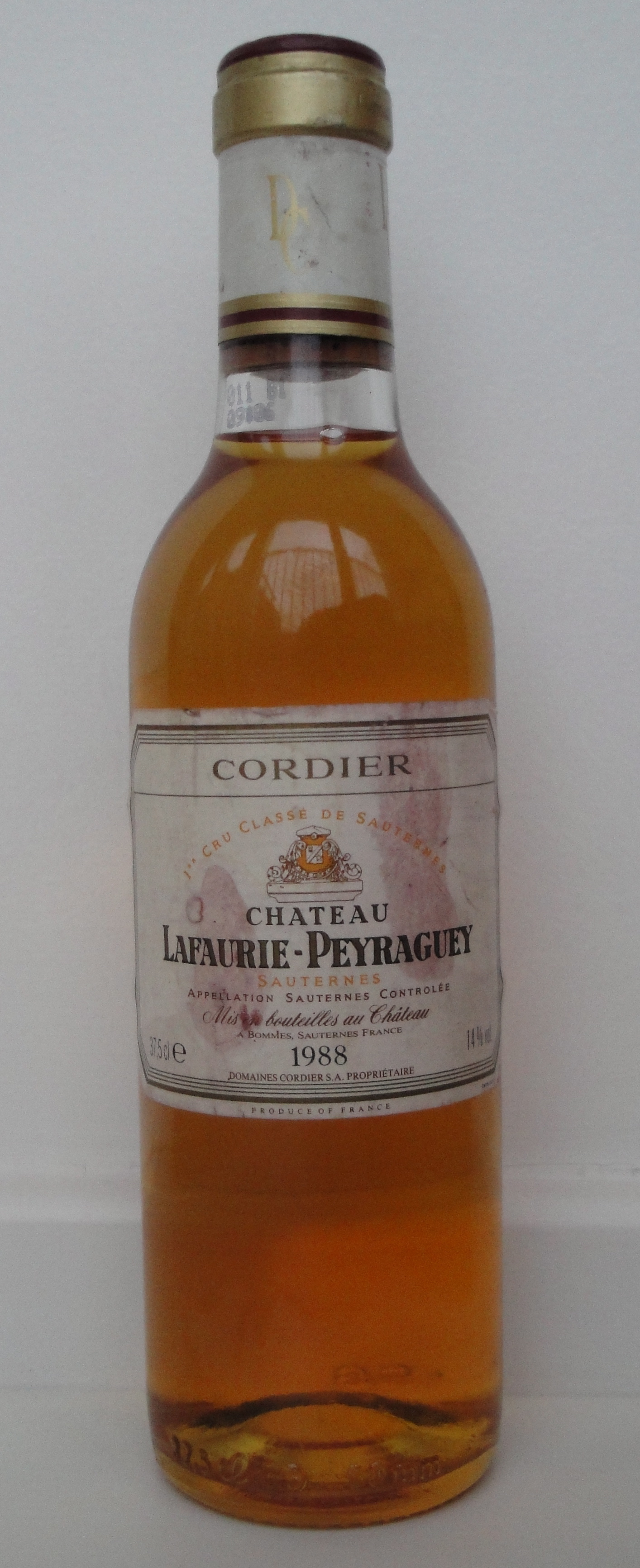
Eine halbe Flasche (0,375 l) des Jahrgangs 1988 von Château Lafaurie-Peyraguey.

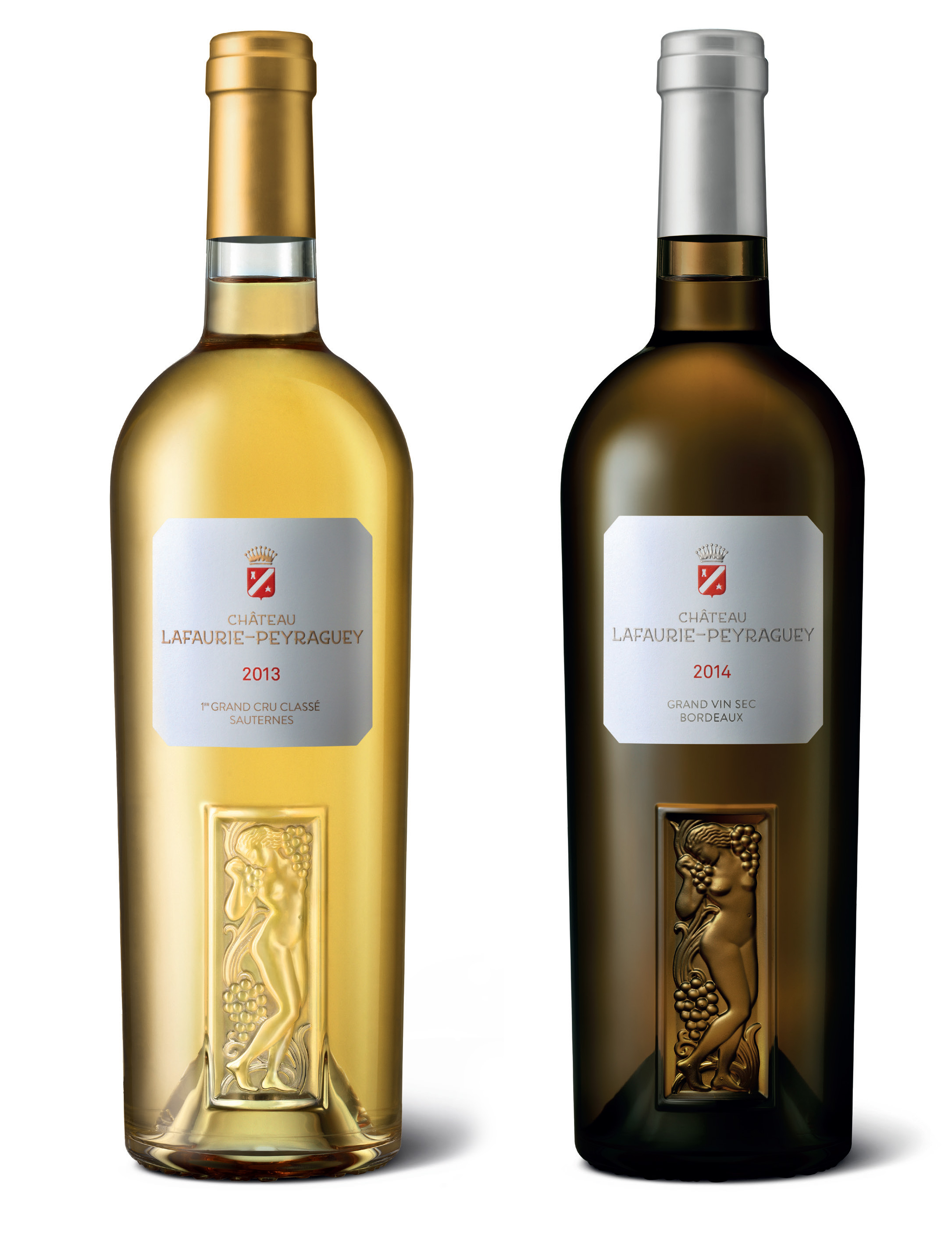
Die beiden Flaschen Lafaurie-Peyraguey und Lafaurie-Peyraguey Sec mit einer Gravur von René Lalique „Femme et Raisin“ aus dem Jahr 1929 (Orient Express)

Château Lafaurie-Peyraguey ist eines der bekanntesten Weingüter für die Herstellung des Süßweins von Sauternes. Das Weingut liegt in unmittelbarer Nachbarschaft zu Château d’Yquem, in der Nähe der höchsten Stelle des Ortsteils Bommes gelegen.
Zur Zeit der Klassifikation von 1855 gehörten die Rebflächen noch zum Château Peyraguey. Das Gut genießt den Rang eines Premier Cru.
Das 37 Hektar große Weingut ist zu 93 % mit der Rebsorte Sémillon, zu 6 % mit Sauvignon Blanc und zu 2 % mit Muscadelle bestockt. Das Durchschnittsalter der Reben beträgt 40 Jahre. Die Lese erfolgt per Hand in vier bis sieben Lesegängen, um die edelfaulen Beeren zu selektionieren. Nachdem der werdende Wein durch die Alkoholische Gärung im Holzfass einen Alkoholgehalt von 13–14 Prozent erreicht, wird er in Edelstahltanks umgepumpt und während einiger Tage auf 7 °C heruntergekühlt und stabilisiert. Der Wein reift nach der Schwefelung 18–20 Monate in Barriques, die jährlich zu 30 Prozent erneuert werden. Vom Grand Vin werden jährlich zwischen 30 und 40,000 Flaschen abgefüllt.
Vom Zweitwein: Seit 2014 werden auf Château Lafaurie-Peyraguey auch zwei trockene Weißweine produziert: je rund 10,000 Flaschen vom „Grand Vin blanc Sec“ und vom „Le Lys de Lafaurie-Peyraguey“.

## Geschichte
Die Ursprünge des Guts liegen im Dunkeln. Bekannt ist lediglich, das ab 1618 der Bürger Raymond Peyraguey ein Anwesen und umfangreiche Ländereien in Bommes besaß. Château Peyraguey wurde am 17. Juli 1742 von Baron Nicolas-Pierre de Pichard, dem damaligen Präsidenten des lokalen Parlement von Bordeaux aufgekauft. De Pichard war später auch Besitzer der Weingüter Coutet und Lafite. Während der Französischen Revolution wurde de Pichard am 30. Juni 1794 hingerichtet und das Gut in Staatseigentum überführt. Während nahezu 2 Jahren wurde das unter dem Namen Château Pichard-Peyraguey bekannte Weingut an einen lokalen Winzer namens Vignon verpachtet. Am 22. Juni 1796 erwarb Herr Lafaurie das Weingut mit seinen Ländereien für die Summe von 79.500 Francs. Lafaurie verhalf dem Weingut zu Ansehen. Im Jahr 1837 vermachte Lafaurie seinen beiden Söhnen das Weingut. Im Jahr 1860 heiratete eine Witwe Lafaurie den Journalisten und Schriftsteller Jean Saint-Rieul-Dupouy. Er machte das Weingut auch am spanischen Königshof bekannt und trug zur steigenden Bekanntheit der Weine von Peyraguey bei. König Alfons XII von Spanien galt als großer Verehrer der Weine von Château Pichard-Peyraguey. Das Ehepaar verkaufte das Weingut jedoch im Jahr 1865 an Charles Marie Tanneguy Duchâtel, einen ehemaligen Innenminister von Ludwig Philipp I. und Mitglied der Académie des sciences morales et politiques sowie Eigner von Château Lagrange. Duchâtel investierte erhebliche Summen in das Anwesen und die Weinberge. Das heutige Aussehen der Gutsgebäude von Lafaurie-Peyraguey geht im Wesentlichen auf diese Investitionen zurück.
Nach dessen Tod 1879 ging Château Pichard-Peyraguey an seine Enkelin Charlotte de Trémoille und wurde kurz darauf aufgeteilt. Der nunmehr unabhängige Teil Château Clos Haut-Peyraguey ging an einen Apotheker aus Paris, Herrn Grillon während der größere Teil unter dem Namen Château Lafaurie-Peyraguey von den Händlern Farinel und Grédy übernommen wurde.
Den Weinhändlern kam es zu, das Weingut durch die schwierige Zeit der Reblauskatastrophe sowie des Befalls mit dem Mehltaus zu führen. Noch im Jahr 1913 vergrößerte der nunmehrige Alleinbesitzer Frederic Grédy den Landbesitz durch den Erwerb einer Gemarkung mit dem Namen Barrail Peyraguey. 1917 musste er jedoch aufgrund der Krise während des Ersten Weltkriegs das Weingut an den Händler Désiré Cordier verkaufen, der in der Folge noch die Güter Château Gruaud-Larose und Château Talbot erwarb.
Die Familie Cordier behielt Lafaurie-Peyraguey bis in das Jahr 1984 und fügte dem Besitz noch 4,5 Hektar aus dem Portfolio von Château d’Arche bei. Verkauft wurde das Gut an die Suez Groupe, die heute unter dem Namen GDF Suez bekannt ist. Im Jahr 2014 übernahm Silvio Denz, Inhaber der Kristallmanufaktur Lalique und der beiden Saint-Emilion Grands Crus Classés Weingüter Château Faugères und Château Péby-Faugères das Château Lafaurie-Peyraguey. Als Partner und Önologe fungierte Professor Denis Dubourdieu.